# Єрмолаєва Майя В'ячеславівна
Майя В'ячеславівна Єрмолаєва (нар. 18 травня 1973, Донецьк, Українська РСР) — український науковець; лікар-терапевт. Доктор медичних наук, професор.
В.о. ректора Донецького національного медичного університету.

## Біографічні відомості
Єрмолаєва Майя В’ячеславівна народилася 18 травня 1973 року у м. Донецьк. У 1990 році закінчила Донецьку загальноосвітню школу № 70. У 1990 році вступила, а у 1996 році закінчила з відзнакою лікувальний факультет Донецького державного медичного університету за спеціальністю «Лікувальна справа», здобула кваліфікацію лікаря.
З 1996 по 1998 р.р. навчалася в аспірантурі кафедри пропедевтики внутрішніх хвороб цього ж університету й одночасно – в інтернатурі за спеціальністю «Терапія». У 1998 році достроково захистила дисертацію «Діагностична оцінка поверхневого натягу крові, сечі та синовіальної рідини при різних клінічних варіантах ревматоїдного артриту» на здобуття наукового ступеня кандидата медичних наук за спеціальністю «Внутрішні хвороби». 
З 1998 по 2001 р.р. працювала асистентом, а з 2001 по 2007 р.р. – доцентом кафедри пропедевтики внутрішніх хвороб Донецького державного медичного університету. У 2002 році отримала вчене звання доцента. Стипендіат Кабінету Міністрів України як молодий учений (2000 - 2002 р.р.).
У 2005 році захистила дисертаційну роботу «Ураження легенів у хворих на системні захворювання сполучної тканини: діагностика, патогенез, лікування (клініко-експериментальне дослідження)» на здобуття наукового ступеня доктора медичних наук за спеціальністю «Ревматологія».
З 2007 року працювала на посаді професора кафедри пропедевтики внутрішньої медицини № 1 Донецького національного медичного університету. У 2011 році отримала вчене звання професора.
Після окупації м. Донецьк перевелася разом з Донецьким національним медичним університетом на роботу в іншу місцевість (м. Лиман, м. Краматорськ Донецької області), де працювала професором кафедри внутрішньої медицини № 1, з березня 2020 р. виконувала обов’язки завідувача кафедри, а з серпня 2020 року вуконує обов'язки ректора університету.
Стаж науково-педагогічної роботи у закладі вищої медичної освіти – 22 роки.
Професор Єрмолаєва М. В. – автор понад 250 наукових праць, з них 9 монографій у співавторстві, 135 статей у фахових журналах України та зарубіжжя, 14 патентів, 8 навчальних посібників. Є відповідальним виконавцем, співвиконавцем усіх НДР кафедри, зокрема, у рамках міжнародного співробітництва. Основним напрямом наукових інтересів є удосконалення діагностики та лікування системних захворювань сполучної тканини, вікові та гендерні особливості перебігу ревматичних захворювань. Є членом правління Асоціації ревматологів України.
Під керівництвом Єрмолаєвої М. В. виконано та захищено 7 дисертаційних робіт на здобуття наукового ступеня кандидата медичних наук, триває керівництво ще трьома кандидатськими дисертаціями. З 2006 року професор М. В. Єрмолаєва є вченим секретарем спеціалізованої вченої ради Донецького національного медичного університету за спеціальностями «Ревматологія. Патологічна фізіологія» (з 2016 р. – «Ревматологія. Онкологія. Травматологія та ортопедія. Стоматологія»). 
Має вищу атестаційну категорію за спеціальністю «Терапія». Протягом попередніх років вела лікувальну та консультативну роботу в ревматологічному і нефрологічному відділеннях Донецького обласного клінічного територіального медичного об’єднання. Після переміщення ДНМУ проводить консультативно-лікувальну діяльність у відділеннях та поліклініках міських лікарень м. Слов’янськ та м. Краматорськ.

## Вибрані праці
- Гломерулонефрит при геморрагическом васкулите // Український ревматологічний журнал. — 2015. — № 3. — С. 57-61 (у співавторстві)
- Вторинний АА-амілоїдоз нирок у хворих на артрити // Український журнал нефрології та діалізу. — 2017. — № 3. — С. 19-20 (у співавторстві)
- Пуриновий дисметаболізм при раку стравоходу // Буковинський медичний вісник. — 2019. — Т. 23, № 4. — С. 116—122 (у співавторстві)